# Tour de Hokkaido
El Tour de Hokkaido (en japonés: ツール ド 北海道) es una carrera ciclista profesional por etapas que se disputa en la isla japonesa de Hokkaidō, en el mes de septiembre.
Se comenzó a disputar en 1987 aunque hasta la edición de 1999 no empezó a ser profesional, primero catalogada de categoría 2.5 (última categoría del profesionalismo) hasta la creación de los Circuitos Continentales UCI en 2005 que empezó a formar parte del UCI Asia Tour, dentro la categoría 2.2 (igualmente última categoría del profesionalismo).

## Palmarés
En amarillo: edición amateur.
| Año       | Ganador                 | Segundo                 | Tercero                      |
| --------- | ----------------------- | ----------------------- | ---------------------------- |
| 1987      | Matsuyoshi Takahashi    |                         |                              |
| 1988      | Kazuya Hashizume        |                         |                              |
| 1989      | Kazuo Oishi             |                         |                              |
| 1990      | Daisuke Imanaka         |                         |                              |
| 1991      | Daisuke Imanaka         |                         |                              |
| 1992      | Stephen Spratt          |                         |                              |
| 1993      | Daisuke Imanaka         |                         |                              |
| 1994      | Naoshi Ono              |                         |                              |
| 1995      | Andreas Guidotti        | Takayuki Kakigi         | Shuietsuon Tan               |
| 1996      | Eric Wohlberg           | Brian Walton            | Steve Rover                  |
| 1997      | Michele Colleoni        | Riccardo Ferrari        | Mauro Zinetti                |
| 1998      | Hideto Yukinari         | Michael McNena          | Shinichi Fukushima           |
| 1999      | Ken Hashikawa           | Yoshiyuki Abe           | Kazayuki Manabe              |
| 2000      | Eric Wohlberg           | Ken Hashikawa           | Yunichi Shibuya              |
| 2001      | David McCann            | Tomoya Kano             | Paul Griffin                 |
| 2002      | Simone Mori             | Tomoya Kano             | Kazuya Okazaki               |
| 2003      | Satoshi Hirose          | Tomoya Kano             | Mitsuteru Tanaka             |
| 2004      | Kam Po Wong             | Giuseppe Ribolzi        | Eddy Hilger                  |
| 2005      | Eddy Ratti              | Kazuya Okazaki          | Miyataka Shimizu             |
| 2006      | Taiji Nishitani         | Shinri Suzuki           | Daniel McConnell             |
| 2007      | Henri Werner            | Darren Lapthorne        | Yukiya Arashiro              |
| 2008      | Takashi Miyazawa        | Joost Van Leijen        | Emmanuel Van Ruitenbeek      |
| 2009      | Takashi Miyazawa        | Shinri Suzuki           | Kazuhiro Mori                |
| 2010      | Miyataka Shimizu        | Junya Sano              | Jong Gyun Choi               |
| 2011      | Miguel Ángel Rubiano    | Gyung Gu Jang           | Simone Campagnaro            |
| 2012      | Maximiliano Richeze     | Ryōta Nishizono         | Kazushige Kuboki             |
| 2013      | Thomas Lebas            | Damien Monier           | Joshua Prete                 |
| 2014      | Joshua Prete            | Alessandro Malaguti     | Kohei Uchima                 |
| 2015      | Riccardo Stacchiotti    | Daniele Colli           | Salvador Guardiola           |
| 2016      | Nariyuki Masuda         | Pierpaolo De Negri      | Ricardo García Ambroa        |
| 2017      | Marcos García           | Ryōta Nishizono         | José Vicente Toribio         |
| 2018      | edición no realizada    | edición no realizada    | edición no realizada         |
| 2019      | Filippo Zaccanti        | Sam Crome               | Nur Amirul Fakhruddin Mazuki |
| 2020-2021 | ediciones no realizadas | ediciones no realizadas | ediciones no realizadas      |
| 2022      | Yusuke Kadota           | Thomas Lebas            | Shoi Matsuda                 |
| 2023      | Bandera de ?            | Bandera de ?            | Bandera de ?                 |

## Palmarés por países
| País      | Victorias |
| --------- | --------- |
| Japón     | 16        |
| Italia    | 5         |
| Canadá    | 2         |
| Irlanda   | 2         |
| Hong Kong | 1         |
| Alemania  | 1         |
| Colombia  | 1         |
| Argentina | 1         |
| Australia | 1         |
| España    | 1         |